# Ruvell Martin
Ruvell Martin (født 10. august 1982 i Muskegon, Michigan, USA) er en amerikansk footballspiller (wide receiver), der pt. er free agent. Han har tidligere spillet en årrække i NFL for blandt andet Green Bay Packers, og har desuden haft en karriere i NFL Europe.

## Klubber
- 2005-2008: Green Bay Packers
- 2009: St. Louis Rams
- 2010: Seattle Seahawks
- 2011-2012: Buffalo Bills